# Глідден (Айова)
Глідден (англ. Glidden) — місто (англ. city) в США, в окрузі Керролл штату Айова. Населення — 1151 особа (2020).

## Географія
Глідден розташований за координатами 42°3′27″ пн. ш. 94°43′36″ зх. д. / 42.05750° пн. ш. 94.72667° зх. д. (42.057631, -94.726665).  За даними Бюро перепису населення США в 2010 році місто мало площу 2,87 км², уся площа — суходіл.

## Демографія
Згідно з переписом 2010 року, у місті мешкало 1146 осіб у 502 домогосподарствах у складі 327 родин. Густота населення становила 400 осіб/км².  Було 523 помешкання (183/км²).
Расовий склад населення:
| - 99,0 % — білих - 0,6 % — корінних американців - 0,1 % — азіатів |

До двох чи більше рас належало 0,3 %. Частка іспаномовних становила 0,6 % від усіх жителів.
За віковим діапазоном населення розподілялося таким чином: 23,3 % — особи молодші 18 років, 60,2 % — особи у віці 18—64 років, 16,5 % — особи у віці 65 років та старші. Медіана віку мешканця становила 44,8 року. На 100 осіб жіночої статі у місті припадало 95,2 чоловіків;  на 100 жінок у віці від 18 років та старших — 89,4 чоловіків також старших 18 років.
Середній дохід на одне домашнє господарство  становив 59 844 долари США (медіана — 55 625), а середній дохід на одну сім'ю — 68 639 доларів (медіана — 65 089). Медіана доходів становила 42 639 доларів для чоловіків та 31 471 долар для жінок. За межею бідності перебувало 13,0 % осіб, у тому числі 16,2 % дітей у віці до 18 років та 4,8 % осіб у віці 65 років та старших.
Цивільне працевлаштоване населення становило 726 осіб. Основні галузі зайнятості: освіта, охорона здоров'я та соціальна допомога — 19,6 %, роздрібна торгівля — 16,8 %, виробництво — 14,3 %.